# Dinkkarao Shinde
Dinkkarao Shinde (ur. w 1900 w Kolhapurze, zm. ?) – indyjski zapaśnik, olimpijczyk.
Shinde wystartował w zapasach na LIO 1920 w Antwerpii.
W 1/8 finału miał wolny los. W ćwierćfinale wygrał z brytyjskim zapaśnikiem Henrym Inmanem. W półfinale przegrał jednak z Samem Gersonem ze Stanów Zjednoczonych, a w pojedynku o brązowy medal pokonał go Bernard Bernard – inny Brytyjczyk. W łącznej klasyfikacji, Shinde uplasował się na czwartym miejscu.